# Алимена
Алимѐна (на италиански и на сицилиански Alimena) е село и община в Южна Италия, провинция Палермо, автономен регион и остров Сицилия. Разположено е на 740 m надморска височина. Населението на общината е 2152 души (към 2010 г.).